# Bajram Curri
Bajram Curri, antiga transcripció Bairam Tsuri (Koganaj 1862-1925) fou un líder guerriller nacionalista albanès. De jove es va unir a la Lliga de Pec fundada per Sami Frasherii que demanava la unificació de les terres albaneses i els drets culturals, i que fou suprimida pels turcs.

## Biografia
A finals del segle el soldà va decidir suprimir els privilegis de les tribus albaneses del nord coneguts com a "Malisors" (exempció de taxes i comscripció, i líders de milícia locals coneguts com a "bajraktar") i des de llavors hi va haver molta oposició entre els albanesos del nord que de fet van entrar en rebel·lió en la que va participar Bajram. El govern dels Joves turcs, establert el 1908, va enviar una expedició militar dirigida per Shehet Turgut Pasha que finalment el 1910 va pacificar la regió.
No obstant els rebels de la regió de Tropoja, dirigits per Bajram, van aconseguir resistir i van prendre el control de Kosovo amb Pristina (1911) i finalment van entrar a Uskub el maig de 1912. Durant la guerra dels Balcans (1912-1913) Sèrbia i Montenegro van ocupar el nord i centre d'Albània i Grècia l'Epir. El líder albanès Ismail Kemal va entrar a Durazzo abans que arribaren els serbis i d'ali va avançar cap a Valona i va reunir una assemblea nacional representativa de Shkodër, Kosovo, Janina i Monastir, que va proclamar la independència (28 de novembre de 1912). Això no fou reconegut pels gran poders (França, Regne Unit, Itàlia, Àustria - Hongria, Alemanya i Rússia), que només van acceptar l'autonomia (20 de desembre de 1912), que fou confirmada pel tractat de Londres (maig de [1913]). Parts del territori albanès foren incloses a Montenegro i a Sèrbia.
El 19 de juliol de 1913, França, Regne Unit i Itàlia van acordar reconèixer la independència d'Albània i nomenar un sobirà. Mentre a Tirana, aprofitant la retirada dels exèrcits d'ocupació serbis i montenegrins, el cap militar turc Essad Pasha va formar un govern provisional. El gener de 1914 el líder albanès Kemal Pasha va entregar el poder a la comissió internacional i Essad Pasha va acceptar dissoldre el seu govern i incorporar-se al govern format per les potències.
El 7 de març de 1914 el príncep Guillem de Wied fou nomenat príncep d'Albània per les potencies i va entrar a Durazzo. Però la revolta va esclatar el 23 de maig de 1914 i el príncep va abandonar el país, primer cap a un vaixell italià ancorat a Durazzo, i el 3 de setembre de 1914 definitivament. La comissió internacional de poders va assolir el govern i va establir un govern de regència a Valona. Però Essad Pasha, amb ajut serbi, va ocupar Durazzo i va recuperar les regions que abans va dominar (Tirana i el centre del país) formant un nou govern de majoria musulmana (abril del 1915). Essad es va titular President d'Albània i general comandant en cap.
A la tardor de 1915 els austrohongaresos van ocupar el nord i centre d'Albània i van suprimir el govern de Tirana, fugint Essad Pasha a Grècia. El govern de la regència a Valona (Vlöre) es va mantenir fins que els italians van ocupar la regió el novembre del 1916. França va ocupar algunes zones del sud i el 10 de desembre de 1916 hi va establir un govern provisional republicà conegut com a República de Koritza. Els italians van decidir llavors establir a les seves zones un govern republicà amb seu a Valona. La república de Valona fou proclamada el 23 de juny de 1917. En acabar la guerra aquesta república fou dissolta i es va establir un govern provisional dirigit per Turdjan Pasha, amb un consell de regència, en previsió del nomenament d'un sobirà. L'ocupació francesa a Koritza va continuar fins al maig de 1920.
Durant aquestos anys (1915-1920) Bajram va combatre contra les forces estrangeres del nord del país. Després va ocupar diversos càrrecs de ministre i comandant militar però es va enfrontar amb Ahmed Zogu, i fou condemnat a mort el 1922. Bajram i els seus homes es van refugiar a la vall de Krasniqe a Tropoja, el seu feu tradicional, i va morir a la cova de Drogobi en lluita contra soldats de Zogu.
El 1952 la ciutat de Kolgecaj fou designada capital del districte de Tropoja i Drogobi rebatejada Bajram Curri.